# Bárcenas de Espinosa
Bárcenas de Espinosa o simplement Bárcenas és una localitat i una entitat local menor a la província de Burgos, comunitat autònoma de Castella i Lleó (Espanya), comarca de Las Merindades, partit judicial de Villarcayo, ajuntament d'Espinosa de los Monteros.
És un poble al nord de la província al vessant mediterrani, vall del riu Trueba, al nord del municipi. Travessa la localitat la carretera autonòmica BU-570 d'Espinosa a Vega de Pas pel port de las Estacas de Trueba (1.154 m) i travessant Las Machorras i continuant el la CA-631. Es bifurca en dues altres: autonòmica BU-571 a la Vall d'Asón pel portillo de la Sia (1.200 m), continuant per la CA-665 i la també autonòmica BU-572 que pel portillo de Lunada (1350 m) i continuant per la CA-643 condueix fins a San Roque de Riomiera.
El 2014 tenia 49 habitants. Al padró municipal del 2013 tenia 64 habitants.

## Història
‘Barri’ pertanyent a la jurisdicció d'Espinosa de los Monteros en el Partit de Castella la Vella a Laredo, amb jurisdicció de realengo.
A la caiguda de l'Antic Règim queda agregat a l'ajuntament constitucional d'Espinosa de los Monteros, al Partit de Villarcayo pertanyent a la regió de Castella la Vella.

## Parròquia
Església de Santa María Magdalena, dependent de la parròquia d'Espinosa de los Monteros a l'Arxiprestat de Merindades de Castella la Vella, diòcesi de Burgos